# ソフィスティケイテッド・コメディ
ソフィスティケイテッド・コメディ（英語: sophisticated comedy）とは、主にハリウッド映画におけるロマンティック・コメディの一種で、主人公の突拍子の無い行動でストーリーを展開させるスクリューボール・コメディに対し、男女の気の利いた都会的な会話のやり取りでストーリーを展開させる作品を指す。
台詞の面白さを生かせるトーキー時代の到来により、従来主流だったスラップスティック・コメディに取って代わって持て囃されるようになった。
エルンスト・ルビッチやビリー・ワイルダーが得意とした。
日本ではルビッチの影響を受けた小津安二郎に『淑女は何を忘れたか』（1937年）、ワイルダーの影響を受けた中平康に『才女気質』（1959年）等の作品がある。

## 代表的な作品
- 『極楽特急』-Trouble in Paradise（1932年）
- 『生活の設計』-Design for Living（1933年）
- 『青髭八人目の妻』-Bluebeard's Eighth Wife（1938年）
- 『ニノチカ』-Ninotchka（1939年）
- 『天国は待ってくれる』-Heaven Can Wait（1943年）
- 『七年目の浮気』-The Seven Year Itch（1955年）
- 『お熱いのがお好き』-Some Like It Hot（1959年）
- 『アパートの鍵貸します』-The Apartment（1960年）